# 대안동신흥사구대웅전
대안동신흥사구대웅전(大安洞新興寺舊大雄殿)은 울산광역시 북구 대안동, 신흥사의 건축물이다. 1998년 10월 19일 울산광역시의 문화재자료 제9호로 지정되었다.

## 명칭
지명을 제외해서 신흥사 구 대웅전(新興寺 舊 大雄殿)이라고도 한다. 일부는 대안동을 제외하고 개칭되기도 했다.

## 현지 안내문
통도사에 딸린 절인 대안동 신흥사의 옛 대웅전으로 사용하던 건물이다.
신흥사를 세운 기록은 전하지 않으나 신라 때 세운 절이라고 전하며, 임진왜란 당시 승병활동의 거점이 되었던 절 중 하나이다. 신흥사에서 1998년 새로이 대웅전을 신축함에 따라 이 건물은 지금 있는 자리로 옮긴 것이다.
앞면 3칸·옆면 2칸 규모이며 지붕은 옆면에서 볼 때 여덟 팔(八)자 모양인 팔작지붕이다. 지붕 처마를 받치기 위해 장식하여 만든 공포는 새 날개 모양으로 짜올린 익공 양식으로 비교적 간결한 구조를 보인다.

## 참고 문헌
- 이 문서에는 다음커뮤니케이션(현 카카오)에서 GFDL 또는 CC-SA 라이선스로 배포한 글로벌 세계대백과사전의 "《울산 신흥사》" 항목을 기초로 작성된 글이 포함되어 있습니다.

## 같이 보기
- 신흥사 구 대웅전 단청반자 - 울산광역시 유형문화재 제36호

## 참고 자료
- 대안동신흥사구대웅전 - 국가유산청 국가유산포털